# Останні та перші люди (фільм)
«Останні та перші люди» (англ. Last and First Men) — чорно-білий квазі-документальний фільм ісландського композитора Йоганна Йоганнссона, який розповідає утопічну історію майбутнього. Фільм засновано на науково-фантастичному романі «Останні та перші люди» Олафа Стейплдона, написаному у 1930 році.

## Сюжет
У сюрреалістичному і фантасмагоричному світі майбутнього (біля 2 мільярдів років вперед) раса людей опиняється на межі зникнення. Майже все, що залишилось у світі — це одинокі та сюрреалістичні пам'ятники, які оточує порожнеча Всесвіту. Людство у спробі вижити злилось в єдиний «груповий розум» та у вигляді оповідача робить спробу проникнути у минуле та розповісти історію про руйнування майбутніх цивілізацій. Це єдина спроба останніх людей поспілкуватися з нами — першими людьми. Заснований на історії Олафа Стейплдона з музикою, написаною Йоханном Йоганнсоном фільм представляють останню та найособистішу роботу Йоганна Йоганнссона — алегорію пам'яті, ідеалів та смерті утопії.

## У ролях
- Тільда Свінтон — оповідач з майбутнього, що розповідає історію останніх людей

## Виробництво
Зйомки фільму проводились на території колишньої Югославії. Все що було використано для візуального супроводу розповіді — це «Спаменік» — серія бруталістських скульптур комуністичної доби у Балканських горах, виконану на замовлення колишнього президента Югославії Йосипа Броса Тіто, як меморіали Другої світової війни.

## Вихід фільму на екрани
Предпрем'єрий показ фільму відбувся на Міжнародному фестивалі в Манчестері у 2017 році у супроводі симфонічного виконання філармонією ВВС під диригенством Йоганна Йоганнссона. Прем'єра відбулась на позаконкусному показі Берлінського міжнародного кінофестивалю 25 лютого 2020.